# Thrice Woven
Thrice Woven è il sesto album del gruppo musicale statunitense Wolves in the Throne Room, pubblicato nel 2017 dalla Artemisia Records.

## Tracce
1. Born from the Serpent's Eye – 9:37
2. The Old Ones Are With Us – 8:36
3. Angrboda – 10:02
4. Mother Owl, Father Ocean – 2:33
5. Fires Roar in the Palace of the Moon – 11:29

## Formazione

### Gruppo
- Nathan Weaver — chitarra, voce
- Aaron Weaver — batteria, tastiera
- Kody Keyworth — chitarra, voce